# Радницки-Мандлик, Адель
Адель Радницки-Мандлик (нем. Adele Radnitzky-Mandlick; 18 ноября 1864 года, Вена — 22 сентября 1932 года, Мёдлинг) — австрийская пианистка и музыкальный педагог. Сестра художника Августа Мандлика, жена скрипача Франца Радницкого.
Ученица Юлиуса Эпштейна, принадлежавшего к окружению Иоганнеса Брамса; на рубеже 1880—1890-х годов пользовалась одобрением и покровительством Брамса как исполнительница его музыки. В дальнейшем отказалась от концертной карьеры (за исключением многолетних домашних концертов в дуэте с мужем; супругам Радницким посвящены Двенадцать вальсов для скрипки и фортепиано (1911) Роберта Фукса). Сосредоточившись на педагогической деятельности, заслужила репутацию одного из ведущих венских педагогов. Занималась исключительно с девочками. Среди наиболее известных её учениц — Альма Шиндлер, будущая жена Густава Малера, занимавшаяся под её руководством в 1892—1900 годах.